# Gnatholepis cauerensis
Gnatholepis cauerensis är en fiskart som först beskrevs av Bleeker, 1853.  Gnatholepis cauerensis ingår i släktet Gnatholepis och familjen smörbultsfiskar. IUCN kategoriserar arten globalt som livskraftig.

## Underarter
Arten delas in i följande underarter:
- G. c. cauerensis
- G. c. australis
- G. c. hawaiiensis